# Sint-Bartholomeüskerk (Voorhout)

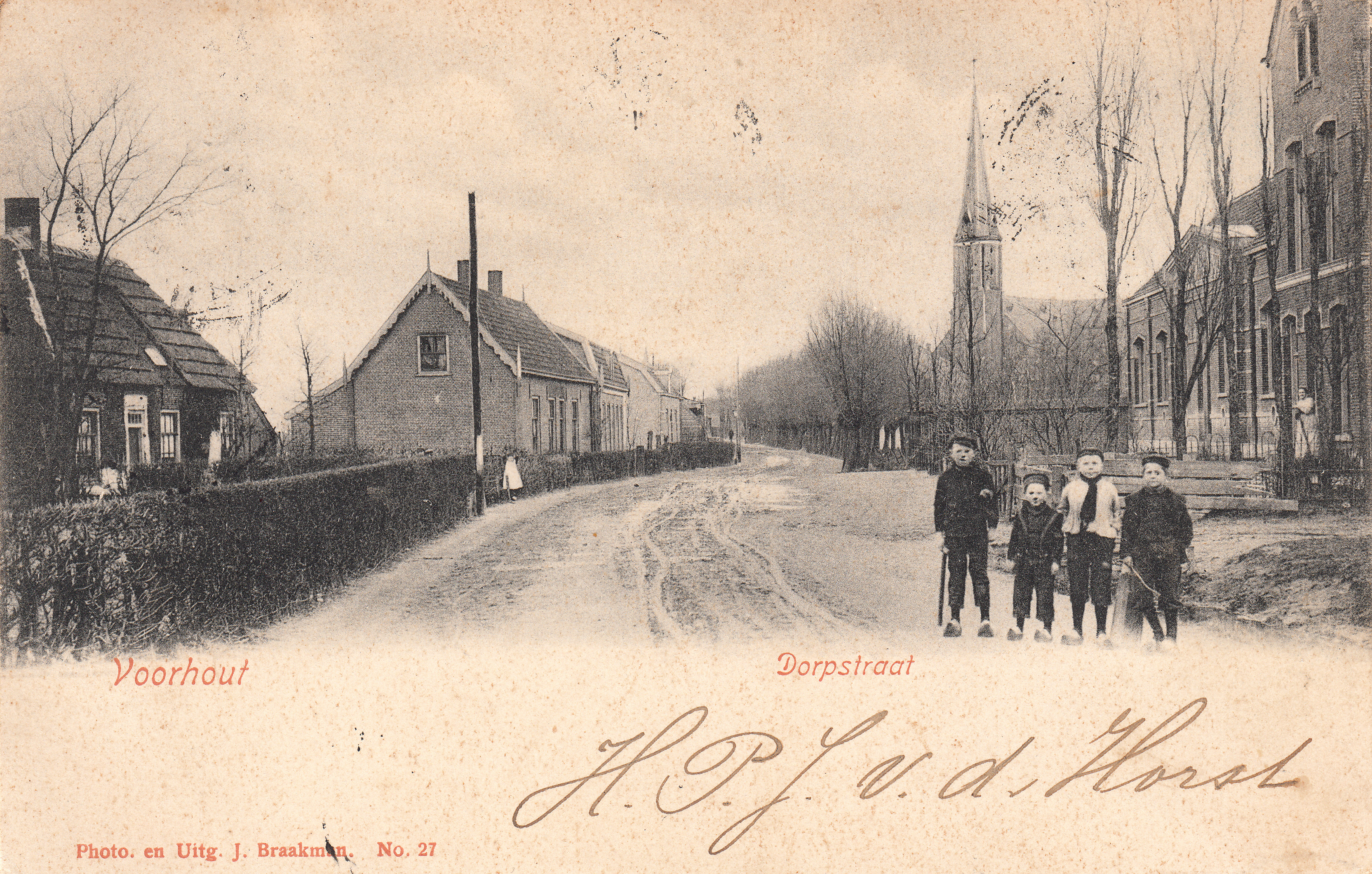
Dorpsstraat 1895, met de kerk in zicht

De Sint-Bartholomeüskerk is een aan de apostel Bartholomeüs gewijde rooms-katholieke neogotische kerk in Voorhout, gelegen aan de Herenstraat 47. De kerk is ontworpen door de Nederlandse architect Evert Margry en heeft de status van gemeentelijk monument.
De Bartholomeüskerk werd gebouwd nadat op 21 oktober 1873 de torenspits van de vorige kerk was verbrand als gevolg van een blikseminslag. Pas in 1881 werden de toren en het katholieke deel van de kerk afgebroken en een nieuwe gebouwd. Het resterende deel van het tijdens de Reformatie door protestanten toegeëigende, in de 14e eeuw gebouwde oorspronkelijke kerkgebouw staat er nog steeds en is bekend onder de naam "Kleine Kerk". De Bartholomeüskerk werd in 1883 in gebruik genomen. Aan de oostzijde van de kerk bevindt zich een begraafplaats. Een kleine protestantse begraafplaats van de Kleine Kerk is om die kerk heen gebouwd.
In 1937 werd de kerk vergroot door Nicolaas Molenaar jr. Een Brits bombardement van de kerk die door de Duitse bezetter als uitkijkpost gebruikt zou kunnen worden trof in 1943 bijna doel: de bom belandde in een achtertuin, tegenwoordig gelegen tussen de Herenstraat en Irenestraat. In 1973 werd het gebouw ingrijpend gerenoveerd en gerestaureerd: het dak, het plafond, de verwarming, geluidsinstallatie, kerktelefoon en het altaar ondergingen een groot onderhoud, de Kruiswegstaties gereinigd, en aan de begraafplaats- en Herenstraatzijde werden interne kapelletjes opnieuw ingericht, zoals een doopkapel, een kerstkapel, een Mariakapel en een Kruiswegkapel. Ook kreeg de kerktoren een bliksemafleider die nog hetzelfde jaar tijdens een fel winters onweer, typerend voor het microklimaat van de Noordzeekuststrook, dienstdeed. Verder werd de katholieke begraafplaats aan de oostzijde uitgebreid, waarbij de oude kosterswoning moest wijken. 

Tijdens restauratiewerkzaamheden verdween in mei 2008 de torenhaan van de kerk. Als vervanging werd een torenhaan geplaatst die afkomstig was van de in 1945 bij een bombardement verwoeste Haagse Onze-Lieve-Vrouw-van-Goede-Raadkerk. In december 2008 werd de vermiste haan weer teruggevonden bij grondwerkwerkzaamheden aan de Oosthoutlaan. Na de restauratie werd een kruis geplaatst op de doopkapel.
Het kerkgebouw is aan de westzijde verbonden met een sacristie, een tot catechesekapel "De Roef" omgebouwde garage, en een pastoorswoning met een ommuurde achtertuin, waarin sinds 2003 een notariskantoor gevestigd is.
Voor de kerk bevond zich tot 2009 een diep gelegen vijver. De kerk bevindt zich aan de westzijde van een brink in Voorhout; aan de oostzijde vindt men de pastorie van de Kleine Kerk, genaamd het Boerhaavehuis en aan de zuidzijde het Woonservicecentrum Agnesstaete en een klein winkelcentrum. In de bestemmingsplannen blijft deze brink behouden als open ruimte.
Het kerkgebouw is sinds 2012 eigendom van de fusieparochie Sint Maarten. Deze bestaat uit de geloofsgemeenschappen van Noordwijk, Noordwijkerhout, Sassenheim, Warmond en dus ook Voorhout.

## Trivia
- In de hele wereld luidden op zondag 13 december 2008 om 15.00 uur de klokken voor het klimaat. De Bartholomeüskerk deed hieraan mee.